# Dungeon Hack
Pour les articles homonymes, voir Hack (homonymie).
Dungeon Hack est un jeu vidéo de rôle sorti sous MS-DOS en 1993 et développé par DreamForge Intertainment. Il s'agit d'un clone de Hack et de NetHack avec le moteur graphique de Eye of the Beholder III: Assault on Myth Drannor.
Dungeon Hack est le premier jeu D&D développé par DreamForge Intertainment pour SSI. Suivront Ravenloft: Strahd's Possession et Menzoberranzan en 1994 et Ravenloft: Stone Prophet en 1995.

## Système de jeu
De par son moteur de jeu, celui de Eye of the Beholder III, Dungeon Hack utilise une vue en 3D à la première personne similaire à celle de Bard's Tale, où le monde est divisé en grilles ressemblant à des labyrinthes. Le joueur peut se déplacer en avant, en arrière ou pivoter de 90° à droite ou à gauche.
Les règles sont dérivées de celles de la seconde édition d'Advanced Dungeons and Dragons et l'action se situe dans l'univers des Royaumes oubliés. À l'opposé de la plupart des jeux Donjons et Dragons de Strategic Simulations, Inc. (par exemple la saga des Pool of Radiance), la mort définitive des personnages est rendue possible par une option. Une fois cette option activée, en cas de décès d'un héros, les sauvegardes le concernant sont effacées, comme dans un rogue-like ordinaire.
Les donjons sont générés aléatoirement au lancement de Dungeon Hack de telle sorte que deux joueurs ne devraient jamais jouer la même aventure (il existerait plusieurs milliards de combinaisons). Il est cependant possible de se partager la graine servant à initialiser le générateur de nombres pseudo-aléatoires employé afin de créer deux donjons identiques.

## Accueil
| Dungeon Hack    |      |       |
| Média           | Pays | Notes |
| Dragon Magazine | US   | 3/5   |
| Gen4            | FR   | 72 %  |
| Joystick        | FR   | 73 %  |
| Tilt            | FR   | 86 %  |

Au total, 27 110 copies du jeu sont vendues par Strategic Simulations.